# NGC 2010
NGC 2010 је расејано звездано јато у сазвежђу Трпеза које се налази на NGC листи објеката дубоког неба.
Деклинација објекта је - 70° 49' 11" а ректасцензија 5h 30m 35,0s. Привидна величина (магнитуда) објекта NGC 2010 износи 11,7 а фотографска магнитуда 11,7. NGC 2010 је још познат и под ознакама ESO 56-SC139.